# Vịnh Saros
Vịnh Saros là một vịnh trong biển Aegea ở phía bắc bán đảo Gallipoli thuộc miền tây bắc Thổ Nhĩ Kỳ.
Vịnh này dài 75 km và rộng 35 km. Nhờ các dòng nước ngầm và ở xa các khu kỹ nghệ, vịnh này là nơi nghỉ hè được ưa thích, với các bãi biển đầy cát và nước biển trong xanh. Khách sạn lớn nhất ở nơi nghỉ này là "Saros Resort Hotel & Beach Club" nằm ở bờ của thành phố Vakıfköy, Enez, với 115 phòng và 550 giường dành đón tiếp khách. Các hoạt động thể thao được ưa chuộng ở đây là bơi lặn dưới nước có trang bị bộ đồ lặn và bình dưỡng khí, lướt ván trên mặt nước và câu cá.

## Các thành phố và thị trấn
Các thành phố và thị trấn quanh vịnh là: Gökçetepe, Mecidiye, Erikli, Danişment, Yayla, Karaincirli, Vakıf, Büyükevren, Sultaniçe, Gülçavuş và Enez, tất cả đều thuộc tỉnh Edirne. Trên đất liền ở phía bắc vịnh này là thành phố Troy lịch sử.
Các đảo Gökçeada (Imbros) của Thổ Nhĩ Kỳ và Samothrace của Hy Lạp nằm trong Biển Aegea, ngay ngoài vịnh này.

## Địa chất
Vùng Phay địa chất Bắc Anatolia, một phay hoạt động đáng chú ý ở Thổ Nhĩ Kỳ và là nguồn gốc gây ra nhiều trận động đất lớn trong suốt quá trình lịch sử, chạy qua Biển Marmara tới phía đông nam của vịnh này.

## Tại nạn quân sự
Từ lâu, vịnh Saros được dùng làm nơi tập trận vừa trên bộ vừa dưới nước của lực lượng NATO. Vào cuối năm 1992, khu trục hạm TCG Muavenet (DM 357) của Hải quân Thổ Nhĩ Kỳ đã bị trúng 2 trái hỏa tiễn Sea Sparrow do hàng không mẫu hạm USS Saratoga của Hải quân Hoa Kỳ phóng ra trong cuộc tập trận "Display Determination" của NATO trong vịnh này, khiến cho nhiều sĩ quan Thổ Nhĩ Kỳ bị tử vong, cùng nhiều người khác trên khu trục hạm bị thương nghiêm trọng.